# Observation
|  | Wiktionary har en ordboksartikel om observation. |

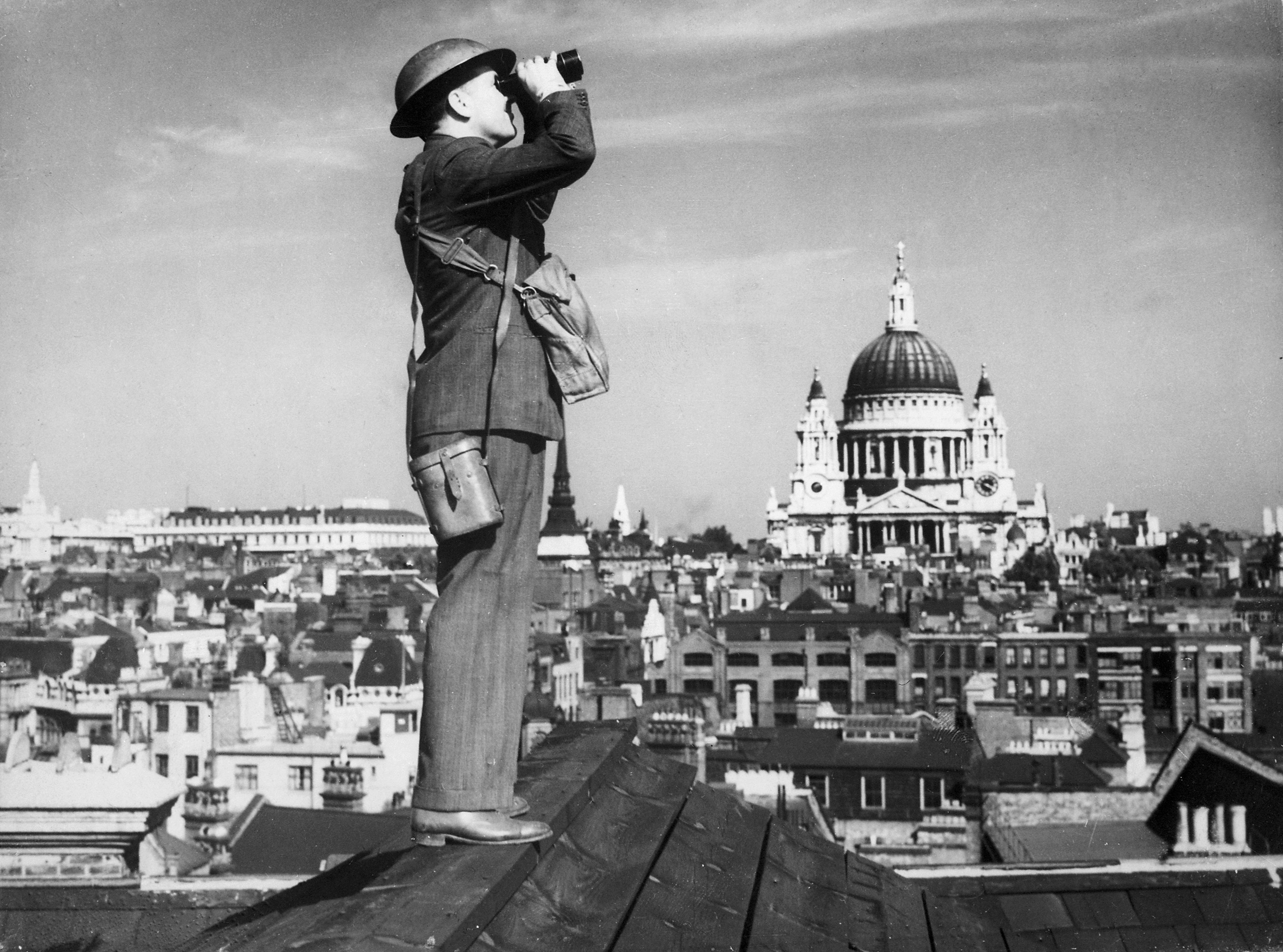
En observatör spanar på skyarna över London under slaget om Storbritannien. Sankt Pauls-katedralen i bakgrunden.

Observation, detsamma som iakttagelse, uppsikt, att se och iaktta uppmärksamt, särskilt i samband med en undersökning.
Det finns i den vetenskapliga metoden olika slags vetenskapliga observationer: öppna och dolda, passiva eller aktiva.